# Agen-d'Aveyron
 Agen-d'Aveyron  es una población y comuna francesa, situada en la región de Mediodía-Pirineos, departamento de Aveyron, en el distrito de Rodez y cantón de Pont-de-Salars.

## Demografía
| 526 | 565 | 657 | 724 | 865 | 1012 | 1053 |
| Para los censos de 1962 a 1999 la población legal corresponde a la población sin duplicidades (Fuente: INSEE [Consultar]) |     |     |     |     |      |      |